# 不能說的·秘密
《不能說的·秘密》是臺灣藝人周杰倫自編自導自演的首部電影，電影於2007年上映。除了其本人外，其他主演包括桂綸鎂及黃秋生，並於中华民国新北市淡水區的淡江中學及真理大學進行外景拍攝，而淡江中學亦是周杰倫的母校。電影的拍攝成本約新台幣6,500萬，當中逾7成多由安樂影片公司支付，餘額由周杰倫自行承擔（至今周杰倫仍未領取導演、演出及相關的音樂創作費用）故此周杰倫掌握了電影近半的版權。其電影的主題曲《不能說的秘密》，由周杰倫作曲、方文山作詞，並由周杰倫演唱。

## 劇情
劇情講述出身於單親家庭的高中生葉湘倫（周杰倫飾），一直跟父親（黃秋生飾）相依為命。由於湘倫熱愛音樂，而且他對鋼琴有著高超的演奏技巧，而湘倫父親任教的淡江中學對於培育具音樂才華的學生（特別在彈琴方面）甚有名氣，於是他就轉到淡江中學就讀，成為主修鋼琴的音樂班學生。
葉湘倫於轉校首天由女同學晴依（曾愷玹飾）帶領參觀校園。二人分別後，湘倫走著走著來到琴樓，他聽到一首極為優美動聽的神秘旋律《Secret》，然後他遇到同樣主修音樂且熱愛彈琴的同學路小雨（桂綸鎂飾）。後來上課時湘倫發現小雨竟是自己的同班同學，湘倫在下課時問及小雨正在彈奏的歌曲，她輕聲的說這是不能說的秘密。小雨走開了以後，湘倫問及她的名字，然而已她溜走了，走在她前方的晴依以為湘倫是在問她，走在湘倫後方的老師批評葉湘倫上課不專心（偷看小雨），認為他在泡妞（晴依）而對他訓斥一番。放學時在校門外卻遇著下雨，湘倫送小雨回家，二人的情感就此萌芽...
有一天，湘倫在琴樓練習期間，阿郎與阿寶因逃避教練的責罰而衝進琴房並躲進櫃中，三人因此而互相認識。一天，小雨跟湘倫在校園走廊閒談並享受著陽光的溫暖，二人看見葉老師正處分犯錯的阿郎與阿寶，讓小雨感到驚訝...一天，小雨睜開眼的時候看見晴依（因每次時空旅程後第一個見到的人會是唯一一個能跟她互相看見的人），她就跟晴依到學校的禮堂觀看湘倫跟綽號「鋼琴王子」之稱的雨豪鬥琴... 賽後小雨跟湘倫來到琴樓，二人四手聯彈合奏一曲，卻讓老師發現... 湘倫跟小雨談及蕭邦與他的情人，湘倫慨歎著二人最終也要分道揚鑣，然而小雨似乎很羨慕這對戀人能夠在一起10年之久，對這情侶而言，這可能是一段很長的時間。每當湘倫想多了解小雨一點，她常欲言又止，總推說是秘密。
一天的英文課上，老師邀請晴依跟湘倫作示範，課後晴依問及湘倫可否送她回家，但湘倫遲疑的態度讓晴依說她只是在說笑。在後面聽到一切的小雨卻有點醋意... 下課後，二人來到一家唱片店，湘倫把他喜歡的歌曲讓小雨聽，這讓小雨感到很開心，她突然親了湘倫一下就衝出店舖跑回家...二人走到小雨家的天台，小雨感到氣喘，需要用藥才能平復，小雨說笑指自己不能跟別人親吻，卻單著眼睛看著湘倫的反應如何...後來湘倫把鬥琴比賽中贏得的《天鵝》樂譜送給小雨，已經找了此樂譜好久小雨感到很高興，二人更輕輕的吻過。
在學校舞會上，在台上負責鋼琴部分的湘倫受到小雨的邀請而到台下跳舞...舞會過後，小雨跟湘倫來到有兩台鋼琴的房間，小雨教湘倫彈奏《Secret》，而同一時間，晴依在琴樓彈奏著別的樂曲；在欖球比賽中，湘倫見到晴依手上的手鐲很漂亮（大概也想送給小雨），卻裝作跟晴依聊得很開心，讓小雨醋意頓生。
一天，晴依在某琴房中彈著琴，而學校的清潔工大勇（杜國璋飾）則陶醉地聽著。上課時湘倫把便條傳給小雨，然而晴依卻誤會湘倫想跟自己約會。課後，湘倫在琴房陶醉地閉著眼彈奏鋼琴，晴依進去時，湘倫示意吻他，卻發現意外地吻了晴依，此時大勇卻呼喊小雨的名字，湘倫追出去卻已不見影蹤，此後小雨再也沒有來上課。思念著小雨卻又一頭霧水的湘倫決心要找出這個不能說的秘密，及後湘倫到小雨的家找她，路媽媽指小雨不舒服睡了，也退學了，勸湘倫別再去找她。五個月過後，湘倫如常的過生活。到了畢業典禮當天，湘倫到台上表演前，晴依把她的手鐲借了給他以給他帶來幸運。表演中途，虛弱的小雨突然出現並途中離開，湘倫追了出去......當他回到禮堂時，表演經已結束。後來他在學校到處尋找小雨的蹤影，阿郎與阿寶在課室當小偷，當湘倫問及他們有否發現經常跟他在一起那女生的蹤影時，二人卻異口同聲的說他從來都是一個人，舞會也是，其他的時候亦然，這使湘倫回想起這一切所發生的事... 忽然，伏在課室桌上的湘倫發現桌上出現了一些由小雨以立可白寫的字，而湘倫的立可白卻因為有問題而寫不到，情急之下他只能以點的方式畫下心形圖案來表達，然而他沒有得到回覆。
湘倫到訪小雨的家，他進到小雨的房間，路媽媽在小雨的素描中卻發現畫中人跟湘倫的樣子極為相似，湘倫更發現其父親竟是小雨1979年畢業班的老師... 葉老師曾在20年前的畢業典禮當天跟小雨拍了一幀最後合照（也就是小雨因氣喘病發身亡當天）。湘倫把那合照帶回去，向他爸爸詢問了實情，發現小雨是1979年畢業班的學生，而他爸爸則是20年前的老師，葉爸爸指小雨說自己透過在琴樓中的古老鋼琴彈奏琴譜《Secret》就能穿梭時空，這實在令人匪夷所思。後來葉老師請作為女班長的同學對小雨多加照顧，卻讓小雨遭受同學們的欺凌...更把她的故事流傳開來，讓人人都認為她是患了精神病。
當小雨在琴房門外看見晴依吻向湘倫後，她回到了正常的時間（1979年），並躲在家裡不出門。小雨嘗試利用時空旅程跟湘倫見面（1999年），但當她在畢業典禮中看到湘倫戴著晴依的手鐲，便認定湘倫的心是屬於晴依的。小雨帶著沉重的心情回到1979年，傷心欲絕的小雨當時正想以立可白來向她心愛的男孩留言，但當時她卻因氣喘病發而去世了。若小雨沒有見到湘倫戴著晴依的手鐲，就不會以立可白在桌上留言...當湘倫看到桌上的留言時，他拼命地以立可白在桌上回覆，可惜已沒有回應...
湘倫趕到小雨家時發現她的房間是空的，路媽媽終於認出他就是20年前女兒所繪的男孩，而湘倫也終於知道小雨時空旅程的真相。得知這一切的湘倫決意要回到20年前跟小雨重逢...然而需要記住的是，琴樓是在1999年畢業禮當晚被拆毀的。得知一切的湘倫，他意識到小雨教自己的《Secret》，指時空旅程的時間是取決於彈奏者的演奏速度。他闖進即將遭拆毀的琴樓...與此同時，葉爸爸檢視小雨讓他保管的琴譜，竟發現到小雨所給秘密訊息的人就是...
此時，湘倫已闖進到即將遭拆毀的琴樓，拆卸工程便隨即開始。當他開始憑記憶彈奏《Secret》時，他記起小雨曾說過：「我回去都彈那麼快啊」。就在琴樓被完全摧毀之前，湘倫成功回到1979年；就是因為時間的回流是取決於彈奏者的速度，湘倫似乎回到相比小雨發現《Secret》琴譜更早的時間，他終於見到小雨，她亦見到湘倫並報以微笑。由於湘倫彈奏《Secret》的速度讓他能夠回到比小雨發現《Secret》琴譜更早的1979年，所以他很可能相比小雨彈得更快，因此讓他成為了學校裡最好的鋼琴手之一。
電影中最後一幕，就是1979年葉湘倫的淡江中學的畢業照，當時葉湘倫和路小雨也在。在琴樓與古老鋼琴被摧毀的一剎那，湘倫和小雨就永遠停留於過去的時空，這就能夠解釋為何葉湘倫能夠出現於1979年的畢業照上。他們倆就從此停留在過去的時空，在過去繼續正常的生活著。

## 演員
| 演員                         | 角色       | 粵語配音 | 備註 |
| ---------------------------- | ---------- | -------- | --- |
| 周杰倫                       | 葉湘倫     | 黃榮璋   | 男主角，因父親的關係轉學到淡江學院的音樂系，1999年跟路小雨相戀，並於同年畢業。最後透過時空旅程回到1979年，與路小雨相戀並停留在當時生活。                                                                                   |
| 桂綸鎂                       | 路小雨     | 何璐怡   | 女主角，1979年淡江學院音樂系畢業的學生，與母親相依為命，因為時空旅程而碰上了1999年的葉湘倫，並與他相戀，原在1979年畢業當天因傷心過度引致氣喘發作在教室中逝世，後因為葉湘倫穿越時空回到1979年改變了歷史而和葉一起順利畢業。 |
| 黃秋生                       | 葉老師     | 梁志達   | 葉湘倫父親，1979年時曾是路小雨的老師，路小雨和其透露穿梭時空的故事後，因為擔心而將這件事情告訴路媽媽和班長，反而導致事情越演越糟。1999年時仍擔任學校老師。                                                                 |
| 曾愷玹                       | 晴依       | 高可慧   | 電影開始時帶著葉湘倫參觀學校的女同學，之後一直暗戀著葉湘倫。 |
| 蘇明明                       | 路媽媽     | 陸惠玲   | 1999年與葉湘倫見面數次。一直以為女兒所說的穿越時空的故事是因為精神病所導致的幻覺。 |
| 楊瑞代                       | 同學       | N/A      | 葉湘倫的同學，坐在晴依前面。 * 現實中是南拳媽媽的前成員兼周杰倫的錄音師。 |
| 黃俊郎                       | 阿郎       | 劉奕希   | 葉湘倫和阿寶好友，品行不佳的學生，是風靡校園的橄欖球隊隊長，愛耍帥。 * 現實中是填詞人，曾為周杰倫多首歌曲填詞。 |
| 宋健彰                       | 阿寶       | 張預東   | 葉湘倫和阿郎的好友，品行不佳的學生，橄欖球隊隊員，曾組成了一個樂隊，並舉辦了一場舞會。 * 現實中是南拳媽媽的成員“彈頭”。 |
| 杜國璋                       | 大勇       | 馮錦堂   | 淡江學院的的學校清潔工，跟路小雨友好。1979年的他還是正常的，路小雨被班上同學欺負，大勇見狀便聲援小雨，卻被集體圍毆以致日後行動功能失調。他也是唯一認識並相信路小雨的人。 * 現實中是周杰倫的“御用”化妝師。                  |
| 詹宇豪                       | 雨豪       | 周良鴻   | 音樂系的同學，琴藝高強的學生，曾跟葉湘倫鬥琴。綽號為「鋼琴王子」。 * 現實中是南拳媽媽的前成員，周杰倫的中學學弟兼好友。 |
| 黃心昱                       | 雪糕       | 關令翹   | 雨豪的好友，葉湘倫和雨豪鬥琴比賽中的司儀。 * 現實中是周杰倫的舞蹈教練。 |
| 鍾                           | 小花       | 曾佩儀   | 路小雨那班的班長。 * 現實中是一名模特兒。 |
| 吳清俊                       | 音樂科老師 | 陳廷軒   | 電影中批評葉湘倫上課不專心的老師。 |
| Michael Lin（林迈可）        | 英文老師   | N/A      | 五個月後的上課場景中讓湘倫跟晴依離座示範的老師。 * 現實中是音樂製作人，曾為周杰倫多首歌曲編曲。 |
| 周耀中                       | 生物老師   | 朱子聰   | 生物科老師，在電影中穿著藍色衣服戴著條紋偵探帽的老師（出現在五個月後的上課場景）。 * 現實中是周杰倫的父親。 |
| 張訓瑋                       | 數學老師   | 潘文柏   | * 現實中為此電影的副導演及英文字幕的製作。 |
| 張傑                         | 唱片行店員 | 麥皓豐   | 電影中CD店的員工。 * 現實中是南拳媽媽的前成員。 |
| Michael Boyen（邁克爾·拜恩） | 校長       | N/A      | 電影中淡江學院的校長。 |
| 宮桂菊                       | 賣菜大嬸   | 林丹鳳   | 電影開始及後期在商店給湘倫準備要買的菜。 |
| 黃幹東                       | 教練       | 林保全   | 電影中淡江學院的橄欖球隊教練。 |

## 製作
電影講述一個美麗的愛情故事，但周杰倫否認故事是改編自他的個人經歷。在電影首映時，周杰倫坦言，他是從自己的童年經歷來寫這個故事情節，雖然他自身的故事並不是這麼浪漫。
電影於2007年1月開始拍攝，至3月完成。儘管以往有拍攝音樂錄像的經驗，周杰倫承認由於故事情節的複雜性和時間上的限制，使拍攝更具挑戰性。周杰倫也很擔心，若他真的由自己執導電影，電影會受到人們的質疑。開拍前也被許多業內人士不看好。而最後這部電影票房橫掃兩岸，甚至在之後傳遍了全亞洲，甚至博得好萊塢人士肯定。周杰倫在2011年宣布他拍攝續集電影的計劃，並計劃邀請劉德華在當中演出。最後他暫時擱置了這項計畫，2013年他推出了第二部自導自演歌舞片《天台》。
周杰倫在電影中，融入個人經歷。加進電影的元素，包括他對高中母校的致敬，以及他最愛的作曲家蕭邦。
關於淡江中學的部分，2007年是他離開母校的10周年。在電影中，他反映結合了自己在學校時的實際經歷，比如他作為學校合唱團的鋼琴手，在電影中他亦成為樂團的鋼琴手，並在畢業典禮上演出。
而小雨首天上課的日子是1979年1月18日，當日正正就是周杰倫出生的日子。而值日生的名字寫的是他的兩個作詞人方文山與黃俊郎。
關於蕭邦的部分，在電影開始時簡要地在背景播放著蕭邦的圓舞曲《第64章第一A大調》。在電影開始時，有一幕在課堂上關於蕭邦的教學，老師形容為他是一位天才的音樂家和作曲人。在鋼琴對決（鬥琴）的場景中出現了《升C小调圆舞曲》及《蕭邦練習曲作品10第5號（“黑鍵”練習曲）》。請注意，電影中黑鍵練習曲的旋律序列是包括入門黑鍵序列，以及一個即興被調高半度的練習曲介紹主題，並彈奏完全幾乎白鍵的部分。在琴室中有兩幅油畫，據說是蕭邦和他心愛的人 — 法國女作家喬治·桑。電影中湘倫跟小雨有關蕭邦與情人的對話，湘倫慨歎二人最終分道揚鑣，然而小雨似乎羨慕這對戀人能夠在一起10年之久，對這情侶而言，這可能是一段很長的時間。在電影中段，就在小雨談及蕭邦與喬治·桑之間的關係時，湘倫彈奏著《蕭邦夜曲第21章C小調》的節錄。

## 發行

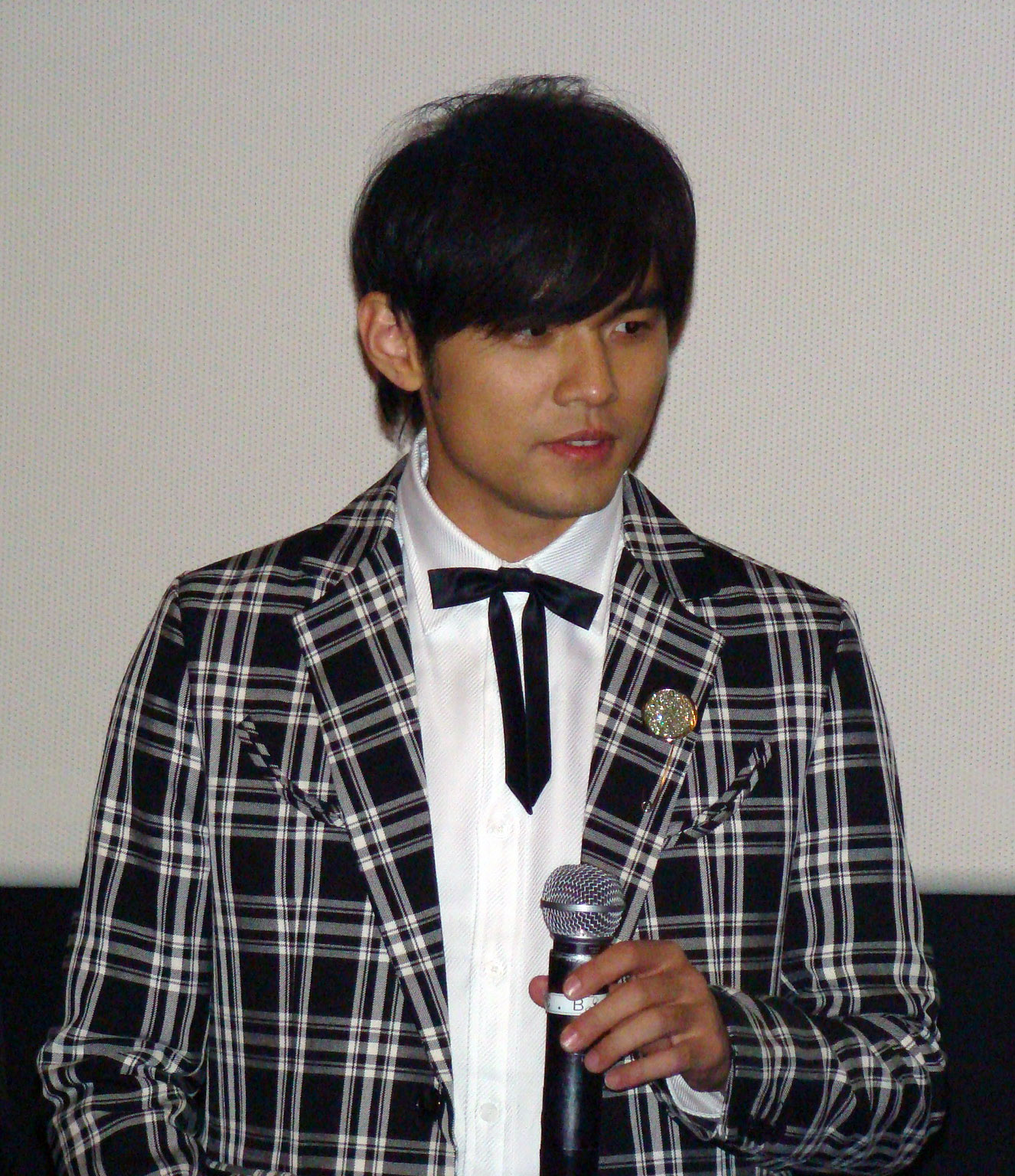
2008年，周杰倫出席本片在韓國的首映會

2007年本片首次在韓國上映。

### 回響
2015年，獲韓國票選為最想在電影院重溫電影第一名，並在該國重新上映。
2016年，由美國百老匯與中國百老匯聯合製作，改編為全新同名舞台音樂劇。
2017年，韓國宣布翻拍此作，預計2018年開拍。2021年，韓國宣布由EXO成員都敬秀擔任男主角。

### 票房
台灣票房2700萬新台幣。
韓國票房以同名上映的《不能說的秘密》(말할 수 없는 비밀)，創下15.8萬觀影人次、3,345萬台幣的票房。

## 翻拍

### 日本翻拍
《不能說的秘密》由河合勇人執導，京本大我主演，女主角由古川琴音演出。預計於2024年6月28日上映。於2025年1月17日在台灣上映。

### 韓國翻拍
《給我一首琴的時間》由徐宥敏執導，都敬秀、元真兒主演，韓國於2025年1月27日上映。台灣於2025年3月14日上映。

## 相關作品

### 電影原聲帶
| 發行日期      | 發行商                                    | 專輯類型 | 專輯名稱                | 曲目 |
| ------------- | ----------------------------------------- | -------- | ----------------------- | --- |
| 2007年8月13日 | 杰威爾音樂 （由台灣索尼音樂娛樂發行唱片） | 專輯     | 不能說的·秘密電影原聲帶 | 不能說的·秘密電影原聲帶 曲目 1. Opening 2. 腳踏車 3. 早操 4. 淡水海邊 5. 鬥琴 6. 湘倫小雨四手聯彈 7. Ride With Me 8. 父與子 9. 情人的眼淚 (姚蘇蓉) 10. First Kiss (《彩虹》) 11. 女孩别為我哭泣 (黃俊郎) 12. 晴天娃娃 (江語晨) 13. 阿郎與阿寶 14. 與父共舞 15. 路小雨 16. The Swan 17. Flash Back 18. Secret（慢板） 19. Angel 20. 小雨寫立可白Ⅰ (《蒲公英的約定》) 21. 小雨寫立可白Ⅱ 22. Secret（加長快板） 23. 琴房 24. Ending 25. 不能說的秘密 (周杰倫) |

### 電影改編小說
- 書籍名稱：《不能說的秘密 (電影改編小說)》
- 作者：周杰倫、橘子
- 出版社：華人版圖
- 出版日期：2007年9月21日
- 語言：繁體中文
- ISBN：9789868219472

### 電影創作琴譜
- 書籍名稱：《不能說的·秘密》電影創作琴譜[19]
- 作者：周杰倫
- 出版社：華人版圖
- 出版日期：2007年9月21日
- 語言：繁體中文
- ISBN：9789868219465

## 獎項
| 年份 | 頒獎典禮             | 獎項                       | 得獎者                                                                                           | 結果 |
| ---- | -------------------- | -------------------------- | ------------------------------------------------------------------------------------------------ | ---- |
| 2007 | 第44屆金馬獎         | 最佳女配角                 | 曾愷玹                                                                                           | 提名 |
| 2007 | 第44屆金馬獎         | 最佳視覺效果               | 黃宏達、黃宏顯、鄭耀明、賴俊羽                                                                   | 獲獎 |
| 2007 | 第44屆金馬獎         | 最佳原創電影配樂           | 周杰倫、Terdsak Janpan                                                                           | 提名 |
| 2007 | 第44屆金馬獎         | 最佳原創電影歌曲           | 《不能說的‧秘密》 (Secret) 作曲：周杰倫 填詞：方文山 主唱：周杰倫 收錄於《不能說的秘密原聲大碟》 | 獲獎 |
| 2007 | 第44屆金馬獎         | 年度台灣傑出電影           | 《不能說的秘密》                                                                                 | 獲獎 |
| 2007 | 第44屆金馬獎         | 年度傑出台灣電影製片人     | 周杰倫                                                                                           | 提名 |
| 2008 | 第27屆香港電影金像獎 | 最佳亞洲電影               | 《不能說的秘密》                                                                                 | 提名 |
| 2008 | 第19屆金曲獎         | 最佳專輯製作人獎（演奏類） | 周杰倫 不能說的·秘密 杰威爾音樂有限公司                                                          | 獲獎 |
| 2008 | 第19屆金曲獎         | 最佳作曲人獎（演奏類）     | 周杰倫、Terdsak Janpan 琴房 - 不能說的·秘密 杰威爾音樂有限公司                                   | 獲獎 |
| 2008 | 第19屆金曲獎         | 最佳專輯獎（演奏類）       | 不能說的·秘密 杰威爾音樂有限公司                                                                 | 提名 |

## 註腳
1. ↑  .   [2013-04-25]. （原始内容存档于2016-03-04）.
2. 1 2  . 新浪. 2007-07-30. （原始内容存档于2019-09-13）.
3. ↑  . Yahoo!奇摩電影.   [2011-03-22]. （原始内容存档于2013-10-20）. 周杰倫首部自導自演的大銀幕作品，故事也是來自周杰倫本身創意，而籌劃拍攝的過程更是引發媒體及觀眾高度的好奇與期待……
4. ↑  劉希彤. . 香港01. 2019-12-21  [2023-12-27].，香港01 2019年12月22日。
5. ↑  . 中國國際廣播電台. 2007-06-22  [2007-07-01]. （原始内容存档于2019-05-13） （英语）.
6. ↑  . 中國國際廣播電台. 2006-12-24  [2007-07-01]. （原始内容存档于2019-05-11） （英语）.
7. ↑  . 新浪. 2007-02-23  [2007-07-01]. （原始内容存档于2007-12-08）.
8. ↑  . 騰訊QQ. 2009-02-01  [2010-09-29]. （原始内容存档于2016-11-30）.
9. ↑  . 2007-08-03  [2014-05-14]. （原始内容存档于2007-09-27）.
10. ↑  .   [2014-05-14]. （原始内容存档于2007-09-27）.
11. ↑  .   [2014-05-14]. （原始内容存档于2009-04-23）.
12. ↑  . 中國報. 2018-07-12  [2018-12-23]. （原始内容存档于2020-11-16）.
13. ↑  蘇國豪. . 香港01. 2017-11-24.
14. ↑  유병철. . wowtv.co.kr.   [2023-12-27]. （原始内容存档于2023-12-27） （韩语）.
15. ↑  周杰倫二度監製吐悶氣　《叱咤》2天超越《天台》首週票房 （页面存档备份，存于） 2021/01/18 三立
16. ↑  韓版《不能說的秘密》即將翻拍　EXO成員D.O.都敬秀確定擔綱男主角！ （页面存档备份，存于） 2021-02-15  噓！星聞
17. ↑  . Eiga Natalie. 2023-07-07  [2023-07-07]. （原始内容存档于2023-07-12） （日语）.
18. ↑  . 2025-01-04  [2025-01-04]. （原始内容存档于2025-01-06）.
19. ↑  周杰倫. . 華人版圖. 2007-09-21  [2011-03-22]. ISBN 9789868219465. （原始内容存档于2011-09-20）. 隱藏在琴鍵與指尖的愛戀秘密　穿梭在古典與流行的浪漫音符
20. ↑  （中文） Golden Horse Awards official homepage 44th Golden Horse Awards winners and nominees list （页面存档备份，存于） Retrieved 2011-06-15
21. ↑  （中文） Hong Kong Film Awards official homepage 27th Hong Kong Film Awards winners and nominees list （页面存档备份，存于） Retrieved 2011-06-15